# Odojeviće
Odojeviće (en serbe cyrillique : Одојевиће) est un village de Serbie situé sur le territoire de la Ville de Novi Pazar, district de Raška. Au recensement de 2011, il comptait 15 habitants.

## Démographie
| 1948 | 1953 | 1961 | 1971 | 1981 | 1991 | 2002 | 2011 |
| ---- | ---- | ---- | ---- | ---- | ---- | ---- | ---- |
| 184  | 242  | 244  | 237  | 155  | 82   | 50   | 15   |

|  |